# Портрет Кирилла Фёдоровича Казачковского
«Портрет Кирилла Фёдоровича Казачковского» — картина Джорджа Доу и его мастерской, из Военной галереи Зимнего дворца.
Картина представляет собой погрудный портрет генерал-лейтенанта Кирилла Фёдоровича Казачковского из состава Военной галереи Зимнего дворца.
К началу Отечественной войны 1812 года генерал-майор Казачковский был шефом Калужского пехотного полка и командовал 1-й бригадой 5-й пехотной дивизии, отличился в сражении под Клястицами и в первом бою под Полоцком, где был ранен. Во время Заграничного похода 1813 года командовал 5-й пехотной дивизией и в сражении под Лютценом получил тяжёлую рану в живот, из-за которой вынужден был покинуть армию; за отличие в этом сражении произведён в генерал-лейтенанты.
Изображён в генеральском мундире, введённом для пехотных генералов 7 мая 1817 года. Слева на груди звезда ордена Св. Анны 1-й степени; на шее кресты орденов Св. Георгия 3-го класса, прусского ордена Пур ле мерит и Св. Владимира 2-й степени; по борту мундира крест прусского ордена Красного орла 2-й степени; справа на груди серебряная медаль «В память Отечественной войны 1812 года» на Андреевской ленте и звезда ордена Св. Владимира 2-й степени. Подпись на раме: К. Ѳ. Казачковскiй, Генералъ Лейтенантъ.
7 августа 1820 года Комитетом Главного штаба по аттестации Казачковский был включён в список «генералов, заслуживающих быть написанными в галерею» и 4 сентября 1821 года император Александр I приказал написать его портрет.
28 сентября 1821 года Инспекторским департаментом Военного министерства было направлено Казачковскому предписание «портрет его Высочайше повелено написать живописцу Дове, посему если изволит прибыть в Санкт-Петербург, то не оставить иметь с Дове свидание». Сам Казачковский к этому времени уже находился в отставке и проживал в Царицыне. 10 января 1825 года он писал в Инспекторский департамент: «…придворный живописец Дове письмом своим ко мне от 28 сентября прошлого года, мною полученного только 5 числа сего месяца, требовал непременно приезда моего в Санкт-Петербург, а в случае невозможности того, доставки через Инспекторский департамент портрет свой. Но как четвёртый месяц по причине болезни и на крыльцо квартиры своей не выхожу, но толико далёкий путь предпринять никак не могу, а портрета своего я никогда не имел и таковой только один и есть у отставного полковника Михаила Каховского, которого я теперь же прошу находящийся у него портрет доставить в Инспекторский департамент. … А сей департамент покорнейше прошу по снятии Даве списка обратить тот портрет полковнику Каховскому в город Вязьму».
1 сентября 1826 года Доу получил в своё распоряжение портрет-прототип, а 4 июля 1827 года этот портрет был отправлен обратно владельцу в Вязьму. Гонорар Доу был выплачен 21 июня 1827 года. Готовый портрет поступил в Эрмитаж 8 июля 1827 года. Современное местонахождение портрета-прототипа неизвестно.
В 1840-е годы в мастерской И. П. Песоцкого по рисунку И. А. Клюквина с портрета была сделана литография, опубликованная в книге «Император Александр I и его сподвижники» и впоследствии неоднократно репродуцированная.